# Diomedea amsterdamensis
El albatros de Ámsterdam (Diomedea amsterdamensis) es una especie de ave procelariforme de la familia de los albatros (Diomedeidae). Este albatros solo cría en la isla de Ámsterdam, en el Índico sur. Está en grave peligro de extinción, según los expertos quedan en todo el mundo no más de 100 ejemplares. Esta ave nidifica en pequeñas colonias, se alimenta de peces y cefalópodos que recoge en la superficie de los mares.